# Faut qu'ils s'activent
 (avril 2012).
Si vous disposez d'ouvrages ou d'articles de référence ou si vous connaissez des sites web de qualité traitant du thème abordé ici, merci de compléter l'article en donnant les références utiles à sa vérifiabilité et en les liant à la section « Notes et références ».
Albums de Tryo
Mamagubida
(1998) Grain de sable
(2003)
Faut qu'ils s'activent est le deuxième album du groupe Tryo sorti en décembre 2000. Engagé, malgré les apparences avec des titres qui sonnent comme des jeux de mots : La Mer, ou la critique encore amusée de la production musicale de masse qu'est La Débandade. En effet la dénonciation est tout aussi violente[non neutre] que son objet dans Le monde est avare, une des chansons les plus dures du groupe[réf. nécessaire]. Bien d'autres problèmes et hypocrisies collectives sont attaqués, avec apparemment l'amitié comme seul espoir : J'ai trouvé des amis. 
Guizmo continue de s'impliquer pour défendre la cause du peuple Tibétain, par ses textes ou la participation à la compilation Tibet Libre sortie en 2001 et produite par l'association Solidarité Tibet qui comporte une version remixée de la chanson Les Nouveaux bergers.

## Liste des chansons
| 1.          | J'ai trouvé des amis | Guizmo          | Guizmo                    | 4 min 44 s  |
| 2.          | Le petit chose       | Christophe Mali | Christophe Mali           | 2 min 58 s  |
| 3.          | Con par raison       | Guizmo          | Guizmo et Thomas Novikoff | 4 min 7 s   |
| 4.          | Plus on en fait      | Christophe Mali | Christophe Mali           | 3 min 29 s  |
| 5.          | Paris                | Guizmo          | Guizmo                    | 5 min 47 s  |
| 6.          | Les extrêmes         | Christophe Mali | Christophe Mali           | 2 min 44 s  |
| 7.          | Cinq sens            | Guizmo          | Guizmo                    | 4 min 46 s  |
| 8.          | La mer               | Guizmo          | Guizmo                    | 3 min 32 s  |
| 9.          | La débandade         | Christophe Mali | Christophe Mali           | 2 min 22 s  |
| 10.         | Les nouveaux bergers | Guizmo          | Guizmo                    | 4 min 38 s  |
| 11.         | Le monde est avare   | Guizmo          | Guizmo                    | 6 min 47 s  |
| 12.         | Ça y est c'est fait  | Guizmo          | Guizmo                    | 2 min 56 s  |
| 13.         | Le saule             | Guizmo          | Guizmo et Manu Eveno      | 5 min 13 s  |
| 14.         | La lumière (+ bonus) | Guizmo          | Guizmo                    | 15 min 29 s |
| 69 min 24 s |                      |                 |                           |             |